# Campeonato Mundial de Atletismo de 2007 - 400 m masculino
A competição dos 400 metros masculino no Campeonato Mundial de Atletismo de 2007 foi realizada no Estádio Nagai, em Osaka, no Japão, entre os dias 28 a 31 de agosto de 2007.

## Recordes
Antes desta competição, os recordes mundiais e do campeonato nesta prova eram os seguintes:
| Tipo                  | Atleta          | Tempo | Local   | Data                 |
| --------------------- | --------------- | ----- | ------- | -------------------- |
|                       | Michael Johnson | 43,18 | Sevilha | 26 de agosto de 1999 |
| Recorde do campeonato | Michael Johnson | 43,18 | Sevilha | 26 de agosto de 1999 |

## Medalhistas
| Ouro                 | Prata                 | Bronze              |
| Jeremy Wariner (USA) | LaShawn Merritt (USA) | Angelo Taylor (USA) |

## Calendário
Todos os horários estão no horário local (UTC+9)
| Data         | Horário | Fase          |
| ------------ | ------- | ------------- |
| 28 de agosto | 10:10   | Eliminatórias |
| 29 de agosto | 21:25   | Semifinal     |
| 31 de agosto | 22:05   | Final         |

## Resultados

### Eliminatórias
Qualificação: Os 3 primeiros de cada bateria (Q) e os 3 melhores tempos (q) avançam para as semifinais.
| Pos. | Bateria | Atleta                  | Nacionalidade                  | Tempo   | Notas                |
| ---- | ------- | ----------------------- | ------------------------------ | ------- | -------------------- |
| 1    | 1       | Chris Brown             | Bahamas                        | 44.50   | Q,                   |
| 2    | 4       | LaShawn Merritt         | Estados Unidos                 | 44.78   | Q                    |
| 3    | 1       | John Steffensen         | Austrália                      | 44.82   | Q,                   |
| 4    | 1       | Arismendy Peguero       | República Dominicana           | 44.92   | Q,                   |
| 5    | 4       | Johan Wissman           | Suécia                         | 44.94   | Q,                   |
| 6    | 3       | Alleyne Francique       | Granada                        | 44.95   | Q,                   |
| 7    | 6       | Nery Brenes             | Costa Rica                     | 45.01   | Q,                   |
| 8    | 2       | Jeremy Wariner          | Estados Unidos                 | 45.10   | Q                    |
| 9    | 6       | Angelo Taylor           | Estados Unidos                 | 45.13   | Q                    |
| 10   | 7       | Tyler Christopher       | Canadá                         | 45.15   | Q                    |
| 11   | 3       | Leslie Djhone           | França                         | 45.17   | Q                    |
| 12   | 5       | Gary Kikaya             | República Democrática do Congo | 45.21   | Q                    |
| 13   | 7       | Ato Modibo              | Trinidad e Tobago              | 45.22   | Q,                   |
| 14   | 2       | Avard Moncur            | Bahamas                        | 45.27   | Q                    |
| 15   | 5       | Sanjay Ayre             | Jamaica                        | 45.28   | Q                    |
| 16   | 6       | William Collazo         | Cuba                           | 45.29   | Q,                   |
| 17   | 4       | Andrae Williams         | Bahamas                        | 45.31   | Q                    |
| 18   | 3       | Ricardo Chambers        | Jamaica                        | 45.34   | Q                    |
| 19   | 2       | David Gillick           | Irlanda                        | 45.35   | Q                    |
| 20   | 6       | California Molefe       | Botswana                       | 45.36   | q,                   |
| 21   | 7       | Sean Wroe               | Austrália                      | 45.39   | Q                    |
| 22   | 4       | Young Talkmore Nyongani | Zimbabwe                       | 45.40   | q,                   |
| 23   | 5       | Timothy Benjamin        | Grã-Bretanha                   | 45.44   | Q                    |
| 23   | 6       | Michael Blackwood       | Jamaica                        | 45.44   | q                    |
| 23   | 1       | Bastian Swillims        | Alemanha                       | 45.44   | Recorde pessoal      |
| 26   | 5       | Chris Lloyd             | Dominica                       | 45.46   |                      |
| 27   | 2       | Martyn Rooney           | Grã-Bretanha                   | 45.47   | Recorde da temporada |
| 28   | 2       | Lewis Banda             | Zimbabwe                       | 45.47   | Recorde da temporada |
| 29   | 7       | Daniel Dąbrowski        | Polónia                        | 45.50   |                      |
| 30   | 3       | Andrew Steele           | Grã-Bretanha                   | 45.54   |                      |
| 31   | 5       | Vladislav Frolov        | Rússia                         | 45.69   |                      |
| 32   | 1       | Renny Quow              | Trinidad e Tobago              | 45.70   |                      |
| 33   | 7       | Andrea Barberi          | Itália                         | 45.74   | Recorde da temporada |
| 34   | 1       | Marcin Marciniszyn      | Polónia                        | 45.83   |                      |
| 35   | 3       | Rafał Wieruszewski      | Polónia                        | 45.94   | Recorde da temporada |
| 36   | 3       | Carlos Santa            | República Dominicana           | 45.99   | Recorde da temporada |
| 37   | 2       | Brice Panel             | França                         | 46.02   |                      |
| 38   | 3       | Clemens Zeller          | Áustria                        | 46.06   |                      |
| 39   | 1       | Dimitrios Regas         | Grécia                         | 46.22   | Recorde da temporada |
| 40   | 6       | Yuki Yamaguchi          | Japão                          | 46.28   |                      |
| 41   | 4       | Eric Milazar            | Ilhas Maurícias                | 46.55   |                      |
| 42   | 5       | Ioan Vieru              | Roménia                        | 46.78   |                      |
| 43   | 4       | Andrés Silva            | Uruguai                        | 46.79   |                      |
| 44   | 2       | Félix Martínez          | Porto Rico                     | 46.86   |                      |
| 45   | 1       | Takeshi Fujiwara        | El Salvador                    | 46.92   | Recorde nacional     |
| 46   | 7       | Dimitrios Gravalos      | Grécia                         | 46.94   |                      |
| 47   | 5       | Mathieu Gnanligo        | Benim                          | 47.51   |                      |
| 48   | 6       | Jonathon Lavers         | Gibraltar                      | 47.97   | Recorde nacional     |
| 49   | 6       | Ivano Bucci             | San Marino                     | 48.07   | Recorde pessoal      |
| 50   | 5       | Nicolau Palanca         | Angola                         | 48.60   |                      |
| 51   | 4       | Dalibor Spasovski       | Macedónia                      | 48.63   | Recorde pessoal      |
| 52   | 7       | Moses Kamut             | Vanuatu                        | 48.90   |                      |
| 53   | 4       | Karar A.M. Al Abbody    | Iraque                         | 48.95   | Recorde pessoal      |
| 54   | 2       | Abdulla Mohamed Hussein | Somália                        | 50.54   | Recorde pessoal      |
| 55   | 2       | Hermán López            | Nicarágua                      | 50.72   |                      |
| 99 ! | 3       | Yuzo Kanemaru           | Japão                          | 99.99 ! | DNF                  |
| 99 ! | 6       | Nagmeldin Ali Abubakr   | Sudão                          | 99.99 ! | DNF                  |
| 99 ! | 7       | Lionel Larry            | Estados Unidos                 | 99.99 ! | DNF                  |
| 99 ! | 4       | Gakologelwang Masheto   | Botswana                       | 99.99 ! | DNS                  |
| 99 ! | 5       | Hamdan Al-Bishi         | Arábia Saudita                 | 99.99 ! | DNS                  |

### Semifinal
Qualificação: Os 3 primeiros de cada bateria (Q) e os 3 melhores tempos (q) avançam para as finais.
| Pos. | Bateria | Atleta                  | Nacionalidade                  | Tempo   | Notas                |
| ---- | ------- | ----------------------- | ------------------------------ | ------- | -------------------- |
| 1    | 3       | LaShawn Merritt         | Estados Unidos                 | 44.31   | Q                    |
| 2    | 2       | Jeremy Wariner          | Estados Unidos                 | 44.33   | Q                    |
| 3    | 1       | Angelo Taylor           | Estados Unidos                 | 44.45   | Q                    |
| 4    | 3       | Leslie Djhone           | França                         | 44.46   | Q,                   |
| 5    | 3       | Tyler Christopher       | Canadá                         | 44.47   | q,                   |
| 6    | 2       | Chris Brown             | Bahamas                        | 44.50   | Q                    |
| 7    | 1       | Johan Wissman           | Suécia                         | 44.56   | Q,                   |
| 8    | 1       | Avard Moncur            | Bahamas                        | 44.86   | q,                   |
| 9    | 3       | John Steffensen         | Austrália                      | 44.95   |                      |
| 10   | 2       | Ato Modibo              | Trinidad e Tobago              | 45.12   | Recorde da temporada |
| 11   | 1       | Nery Brenes             | Costa Rica                     | 45.14   |                      |
| 11   | 2       | Gary Kikaya             | República Democrática do Congo | 45.14   |                      |
| 13   | 2       | Ricardo Chambers        | Jamaica                        | 45.18   |                      |
| 14   | 1       | Sean Wroe               | Austrália                      | 45.25   | Recorde pessoal      |
| 15   | 2       | David Gillick           | Irlanda                        | 45.37   |                      |
| 16   | 3       | Andrae Williams         | Bahamas                        | 45.40   |                      |
| 17   | 1       | Alleyne Francique       | Granada                        | 45.41   |                      |
| 18   | 2       | California Molefe       | Botswana                       | 45.47   |                      |
| 19   | 1       | Arismendy Peguero       | República Dominicana           | 45.54   |                      |
| 19   | 2       | William Collazo         | Cuba                           | 45.54   |                      |
| 21   | 1       | Michael Blackwood       | Jamaica                        | 45.60   |                      |
| 22   | 3       | Timothy Benjamin        | Grã-Bretanha                   | 46.17   |                      |
| 23   | 3       | Young Talkmore Nyongani | Zimbabwe                       | 46.23   |                      |
| 99 ! | 3       | Sanjay Ayre             | Jamaica                        | 99.99 ! | DNF                  |

### Final
A final ocorreu dia 31 de agosto às 22:05.
| Pos.              | Atleta            | Nacionalidade  | Tempo | Notas               |
| ----------------- | ----------------- | -------------- | ----- | ------------------- |
| Medalha de ouro   | Jeremy Wariner    | Estados Unidos | 43.45 | Melhor marca do ano |
| Medalha de prata  | LaShawn Merritt   | Estados Unidos | 43.96 | Recorde pessoal     |
| Medalha de bronze | Angelo Taylor     | Estados Unidos | 44.32 |                     |
| 4                 | Chris Brown       | Bahamas        | 44.45 | Recorde nacional    |
| 5                 | Leslie Djhone     | França         | 44.59 |                     |
| 6                 | Tyler Christopher | Canadá         | 44.71 |                     |
| 7                 | Johan Wissman     | Suécia         | 44.72 |                     |
| 8                 | Avard Moncur      | Bahamas        | 45.40 |                     |

Legenda
| Recorde mundial       | Recorde mundial (World record)               |                       | Recorde africano                      | Recorde africano (African) |                                           | Q | Classificado por posição (Qualified) |
| Recorde do campeonato | Recorde do campeonato (Championship record)  | Recorde da América    | Recorde da América (Americas)         | q                          | Classificado por melhor tempo (Qualified) |   |                                      |
| Melhor marca do ano   | Melhor marca do ano (World leading)          | Recorde asiático      | Recorde asiático (Asian)              | DNS                        | Não largou (Did not start)                |   |                                      |
| Recorde nacional      | Recorde nacional (National record)           | Recorde europeu       | Recorde europeu (European)            | DNF                        | Não terminou (Did not finish)             |   |                                      |
| Recorde pessoal       | Recorde pessoal do atleta (Personal best)    | Recorde da Oceania    | Recorde da Oceania (Oceania)          | DSQ / DQ                   | Desclassificado (Disqualified)            |   |                                      |
| Recorde da temporada  | Recorde da temporada do atleta (Season best) | Recorde sul-americano | Recorde sul-americano (South America) | NM                         | Sem marca (No mark)                       |   |                                      |